# Physica C
Physica C: Superconductivity and Its Applications is een internationaal, aan collegiale toetsing onderworpen wetenschappelijk tijdschrift op het gebied van de supergeleiding.
De naam wordt in literatuurverwijzingen meestal afgekort tot Phys. C Supercond.
Het wordt uitgegeven door Elsevier en verschijnt 72 keer per jaar.
Physica C is een voortzetting van het van oorsprong Nederlandse tijdschrift Physica, dat in 1975, 1980, en 1988 opgesplitst werd tot in totaal 4 delen. Het eerste nummer van Physica C als apart blad verscheen in 1988. Physica: Nederlands Tijdschrift voor Natuurkunde verscheen voor het eerst in 1934.